# Jean-Marie Le Chevallier
Pour les articles homonymes, voir Le Chevallier.
Jean-Marie Le Chevallier, né le 22 novembre 1936 à Sceaux (Seine) et mort le 30 octobre 2020 à La Chapelle-Hermier (Vendée), est un homme politique français.
Après avoir été proche du courant giscardien, il rejoint le Front national (FN). Sous cette étiquette, il est élu député européen en 1984 et député du Var en 1997. Il devient maire de Toulon en 1995, le parti d’extrême droite remportant ainsi pour la première fois une ville de plus de 100 000 habitants. Il quitte le FN en 1999 et perd son mandat local deux ans plus tard. Il est ensuite condamné pour des faits de corruption survenus pendant qu'il était maire.

## Situation personnelle
Jean-Marie Le Chevallier est l'époux de Blanche Chiappe, puis de Cendrine Chéreil de La Rivière, divorcée en 2011 et remariée à Yvan Blot.
Il est catholique traditionaliste et fleurit chaque année la tombe du maréchal Pétain sur l'île d'Yeu.
En 1956, il est réformé, échappant ainsi à la guerre d'Algérie.

## Parcours politique

### Engagement giscardien
Assistant technique à la chambre de commerce de Rennes, il fait ses débuts en politique en adhérant à la Fédération nationale des républicains indépendants, parti de droite non-gaulliste présidé par Valéry Giscard d'Estaing. De 1971 à 1975, il est secrétaire général de la FNRI en Ille-et-Vilaine. En 1976, sous la présidence de Valéry Giscard d'Estaing, il est directeur de cabinet de Jacques Dominati, secrétaire d'État aux Rapatriés et ami de Jean-Marie Le Pen, président du Front national.
Le même année, il héberge la famille Le Pen après l'attentat dont celle-ci est victime en 1976,.

### Député européen
Alors qu’il était proche de l'UDF, Jean-Marie Le Chevallier devient directeur de cabinet de Jean-Marie Le Pen en 1983. Lors des élections européennes de l’année suivante, il est élu sur la liste présentée par le FN. Réélu député européen en 1989 et 1994, il est trésorier du groupe des droites européennes (1984-1989) puis du groupe technique des droites européennes (1989-1994).
En 1988, il s’installe dans le Var, « où sa bonhomie et sa rondeur tranchent avec les profils frontistes locaux », indique Le Monde. Candidat aux élections législatives dans la cinquième circonscription du Var, il est battu par l’ancien ministre centriste François Léotard. Alors que ses relations sont tendues avec nombre de cadres toulonnais du FN et avec certaines figures nationales du parti, telles que Jean-Pierre Stirbois, il réorganise la fédération départementale à la suite du départ de Yann Piat du FN,. En 1989, il adhère au Cercle Renaissance.
Divorcé de Blanche Chiappe (fille du préfet Angelo Chiappe), il rencontre sa seconde épouse, Cendrine Chéreil de la Rivière, alors candidate sur la liste Le Pen, qui se présente alors aux élections municipales dans le 20e arrondissement de Paris.

### Député du Var
Jean-Marie Le Chevallier est élu député dans la 1re circonscription du Var lors des élections législatives de 1997, l’emportant au second tour avec 53,2 % face à la socialiste Odette Casanova, ; il est le seul candidat du Front national élu dans le pays à l'issue du scrutin. Mais son élection est invalidée en février 1998 pour infractions au financement des campagnes. Lors de l'élection législative partielle qui suit, en mai 1998, sa femme, Cendrine Le Chevallier, est battue de 33 voix par Odette Casanova.

### Maire de Toulon
Candidat FN aux élections municipales de 1989 à Toulon, Jean-Marie Le Chevallier voit sa liste éliminée au premier tour. Il propose alors une fusion au maire UDF-PR sortant, François Trucy, qui écarte cette possibilité.
Six ans plus tard, lors des élections municipales de 1995, sa liste l’emporte avec 37 % des suffrages, dans le cadre d'une triangulaire face à la liste de François Trucy et à celle du PS conduite par Christian Goux. Il devient ainsi le premier maire FN d'une commune de plus de 100 000 habitants.
Le nouvel édile déclare faire des thèmes de la propreté et de la sécurité ses priorités. Affichant son souhait de pratiquer la préférence nationale « partout où la loi le permet », son administration augmente les effectifs de la police municipale en tentant de recruter uniquement des « Toulonnais de souche » (la préfecture s'oppose à cette mesure, rappelant qu'un emploi administratif s’obtient sur concours et non par la sélection du lieu de naissance), refoule systématiquement les étrangers en situation irrégulière des centres sociaux et d’hébergement, expulse les syndicats des locaux municipaux et réglemente plus sévèrement la mendicité.
Jean-Marie Le Chevallier doit faire face à une situation financière particulièrement alarmante, la ville de Toulon étant sur-endettée, en raison notamment de la forte corruption des années Maurice Arreckx. Dans ce contexte, Le Monde diplomatique indique que « la municipalité ne finance plus rien, ni la culture, ni l’action sociale, ni les projets économiques […] et augmente les recettes, c’est-à-dire les impôts (une hausse de 9,18 % annoncée le 22 mars 1996, en dépit des « conseils » de M. Le Pen). » Dans le même temps, il s’illustre par des « dépenses somptuaires » et par des « frais de représentation exorbitants ». Au terme de son mandat, les finances de la ville sont exsangues et les impôts locaux parmi les plus élevés de France. Après son départ de la mairie, des cabinets d’audit dévoilent une « comptabilité non-sincère ». Le budget municipal était gonflé par des recettes imaginaires et amputé de dépenses non-inscrites.
Les pratiques clientélistes et népotistes de son administration font l'objet de critiques. Des emplois publics sont distribués à des militants FN et à des proches et parents des élus ; les effectifs de la municipalité gonflent de plus de 11% de 1997 à 2001. L’épouse du maire, Cendrine Le Chevallier, adjointe chargée de la jeunesse, préside Jeunesse toulonnaise (JT), association paramunicipale créée en 1995, qui a employé jusqu’à 205 salariés. Lourdement endettée, JT dépose le bilan en 1999, laissant une dette de près de 3 millions d’euros qui devront être soldés par la ville de Toulon en 2010.
Son mandat est également marqué par plusieurs scissions au sein de sa majorité. L’amiral Guy Nachin, son premier adjoint, particulièrement engagé dans le port militaire de Toulon, fait notamment défection, alors que le maire est accusé de gérer la ville exclusivement avec son épouse. En mars 1999, Jean-Marie Le Chevallier et son épouse quittent le Front national, dénonçant un fonctionnement sectaire. Sur son positionnement, l'universitaire Dominique Sistach précise que « Jean-Marie Le Chevallier a très rapidement pris une couleur conservatrice » par rapport au FN.
Aux élections municipales de 2001, Jean-Marie Le Chevallier doit notamment faire face à une liste FN, à une liste MNR et à une liste RPF menée par le député européen Jean-Charles Marchiani. La liste conduite par Jean-Marie Le Chevallier est éliminée dès le premier tour et Hubert Falco, président UDF du conseil général du Var, devient maire de Toulon.

#### Condamnations judiciaires
En janvier 2001, il est condamné à un an de prison avec sursis et à 100 000 francs d'amende pour détournement de fonds publics et complicité d'abus de confiance, dans l'affaire de la Jeunesse toulonnaise qui concernait la création d'un emploi fictif au sein d'une association para-municipale.
En avril de la même année, il est condamné à un an de prison avec sursis, cinq ans d'inéligibilité et 30 000 francs d'amende pour subornation de témoins dans l'affaire Jean-Claude Poulet-Dachary, du nom de son adjoint et directeur de cabinet retrouvé mort en août 1995 : alors que le maire de Toulon voyait dans ce meurtre l’action d’opposants politiques, l’enquête établira qu’il est le fait d'une figure du milieu homosexuel local et amant de son adjoint.
Cinq de ses adjoints ont également été poursuivis pour des faits de corruption.

## Retraite
À la suite de sa défaite aux élections municipales, Jean-Marie Le Chevallier quitte la politique. Il s'installe à Marrakech, avec son épouse et ses deux filles, avant de revenir en France en 2007, résidant à Paris et en Vendée. Il indique alors n'avoir plus aucun contact avec Jean-Marie Le Pen, déclarant : « Il a toujours refusé l'alliance avec la droite. Il a torpillé la campagne de mon épouse, candidate dans une législative partielle à la suite de mon invalidation. Je n'ai plus aucun contact avec lui. »
Jean-Marie Le Chevallier meurt le 30 octobre 2020 à son domicile de La Chapelle-Hermier (Vendée), des suites d'une crise cardiaque,. Il est enterré au cimetière de Sceaux.

## Ouvrage
- Jean-Marie Le Chevallier, Immigration en Europe : attention danger, Paris, éditions du groupe des droites européennes, 1989, 127 p.– aurait en fait été écrit par un prête-plume, Alexis Brézet[22],[23]